# Lola Carrera
Dolores Carrera Hernández, conocida como Lola Carrera (Málaga, 15 de octubre de 1920-13 de junio de 2006) fue una escritora, articulista, historiadora y archivera. Conocida por escribir libros de historia sobre la Semana Santa malagueña y artículos bajo el seudónimo de "Nazareno Verde".

## Biografía
Lola Carrera nació en Málaga el 15 de octubre de 1920. En esta ciudad desarrolló su actividad profesional, realizando numerosos libros de divulgación sobre las cofradías malagueñas y trabajando en la inclusión de la mujer en la vida de las cofradías.
Fue hermana de la Archicofradía del Dulce Nombre de Jesús Nazareno del Paso y María Santísima de la Esperanza, llegando a desempeñar puestos de relevancia como el de Camarera Mayor de la Virgen de la Esperanza.
Contrajo matrimonio con Carlos Gómez Raggio el 23 de marzo de 1944 en la Iglesia de San Juan de Málaga, quien fuera hermano mayor de la Archicofradía de la Esperanza entre 1960 y 1984, Mayordomo de trono vitalicio de María Santísima de la Esperanza y presidente de la Agrupación de Cofradías de Málaga (1978).
Su producción fue respetada y elogiada por otros investigadores de las cofradías malagueñas como José Jiménez Guerrero o Jesús Castellanos.  También fundó en 1987 el archivo de la Agrupación de cofradías de Málaga y desempeñó el trabajo de archivera junto a su cofundadora, Trinidad García Herrera.
Su libros son Anécdotas y curiosidades de la Semana Santa malagueña, publicado en 1977, Lenguaje cofradiero de Málaga de 1982 y La Casa de las Viudas publicado en 1992.

## Reconocimientos
Lola Carrera fue reconocida el 26 de febrero de 2012 con una glorieta y una plazoleta con su nombre frente a la Basílica de la Esperanza, donde se puede leer la leyenda "Lola Carrera, Nazareno Verde", y un busto de la misma realizado por el imaginero Luis Álvarez Duarte.
También recibió la medalla de plata de la Agrupación de Cofradías de Semana Santa de Málaga. 